# Torbjørn Heggem
Torbjørn Heggem, né le 12 janvier 1999 à Trondheim en Norvège, est un footballeur norvégien qui évolue au poste de défenseur central au Bologne FC.

## Biographie

### Débuts professionnels
Né à Trondheim en Norvège, Torbjørn Heggem commence le football au Astor FK avant de rejoindre le Rosenborg BK, où il poursuit sa formation.
Le 28 janvier 2019, Torbjørn Heggem est prêté au Ranheim Fotball jusqu'à la fin de l'année.
C'est avec ce club qu'il découvre l'Eliteserien, la première division norvégienne, jouant son premier match dans cette compétition le 19 mai 2019 contre le Sarpsborg 08 FF. Il est titularisé et son équipe s'impose par trois buts à un.
Le 9 janvier 2020, Heggem prolonge son contrat avec le Rosenborg BK, le liant désormais au club jusqu'en décembre 2021. Il est dans la foulée prêté au Ranheim Fotball pour une année supplémentaire.
Le 28 janvier 2021, Torbjørn Heggem signe en faveur du Sandnes Ulf, club qui évolue alors en deuxième division norvégienne.

### IF Brommapojkarna
En janvier 2023 Torbjørn Heggem rejoint la Suède et le club de l'IF Brommapojkarna tout juste promu en première division. L'accord est conclu dès le 22 décembre 2022 et porte sur un contrat courant jusqu'en décembre 2024.
Il joue son premier match pour le club le 20 février 2023, lors d'une rencontre de coupe de Suède face à l'Örebro SK. Il est titularisé et son équipe est battue par deux buts à un. Heggem découvre ensuite l'Allsvenskan, l'élite du football suédois, jouant son premier match le 1er avril 2023, lors de la première journée de la saison 2023, face au Djurgårdens IF. Il entre en jeu lors de cette rencontre perdue par son équipe (3-1 score final).

### West Bromwich Albion
Le 4 juillet 2024, le club anglais de West Bromwich Albion, évoluant en Championship depuis quelques années, annonce l'arrivée de Torbjørn Heggem. Il y signe un contrat de trois ans.

### Bologne FC
Le 15 août 2025, Torbjørn Heggem prend cette fois la direction de l'Italie afin de signer en faveur du Bologne FC.